# Conference of Peripheral Maritime Regions of Europe
Conference of Peripheral Maritime Regions of Europe (CPMR) är en samlingsorganisation för internationellt samarbete mellan förvaltningar i fem av Europas havsregioner. Varje havsregion har en egen kommission: Östersjön (Östersjökommissionen, Baltic Sea Commission), Nordsjön (Nordsjökommissionen, North Sea Commission), Biscayabukten (Atlantic Arc Commission), Medelhavet (Intermediterranean Commission) och Svarta havet (Balkan and Black Sea Regional Commission). Dessutom finns en särskild kommission för öar, Islands Commission. Svenska regioner är representerade i Östersjökommissionen, Nordsjökommissionen och Islands Commission.